# John Dolmayan
John William Dolmayan (ur. 15 lipca 1973 w Bejrucie) – amerykański perkusista, pochodzenia ormiańskiego. 

## Życiorys
Urodził się w Bejrucie, później wraz z rodzicami przeniósł się do USA do Los Angeles. Ojciec Dolmayana był muzykiem grającym ormiańską muzykę oraz jazz. Dolmayan w wieku 15 lat zaczął grać na perkusji. 
Pierwszym zespołem w jakim grał był zespół instrumentalny o charakterze fusion. Później grał w zespole Middle Earth. Po odejściu z System of a Down dotychczasowego perkusisty Andyego Khatchaturiana, zajął jego miejsce. Od 2006 do 2011 grał w Scars on Broadway, w zespole założonym przez Darona Malakiana.

## Instrumentarium
Bębny firmy Tama
- 18"x22" Bass Drum

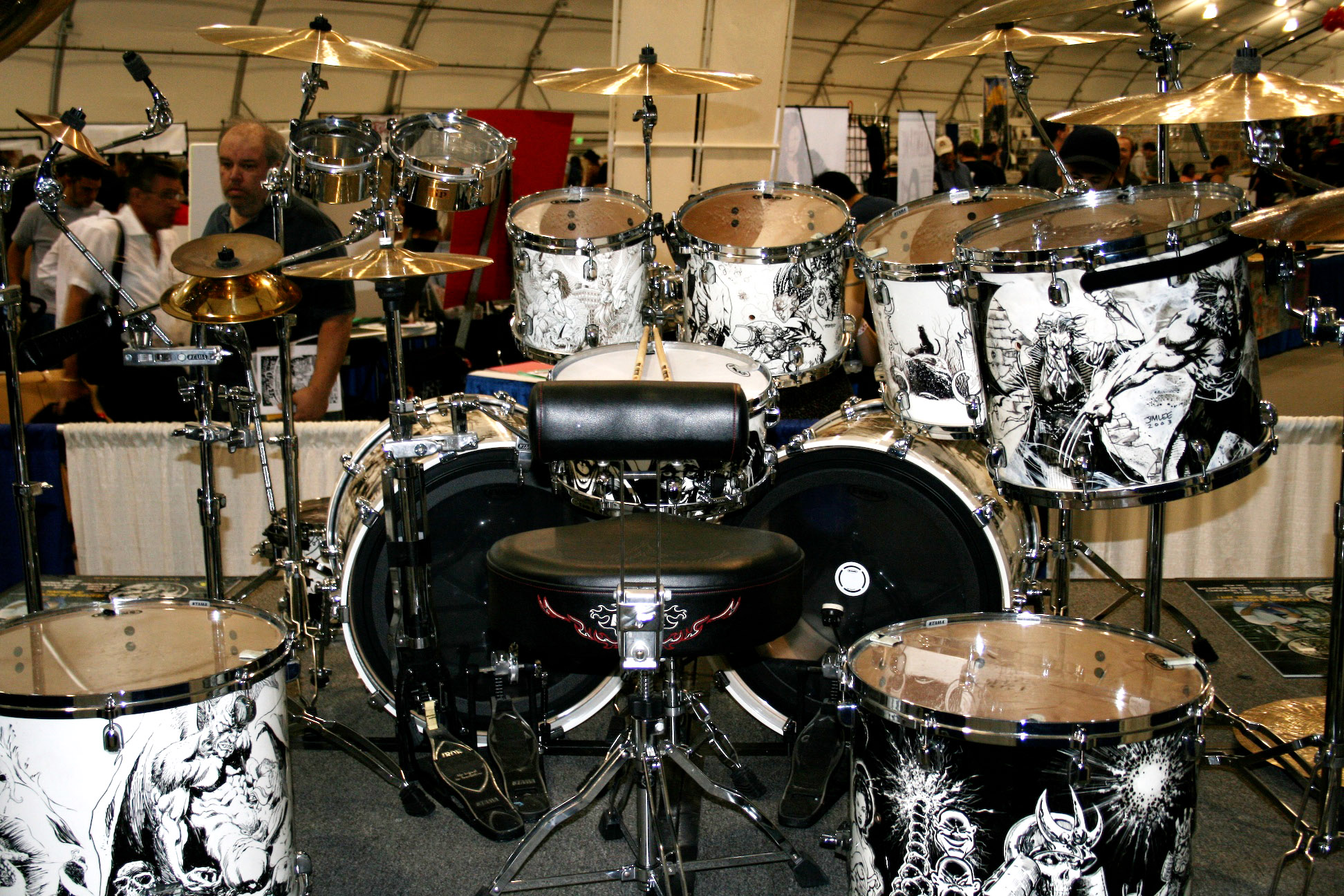
Zestaw perkusyjny Dolmayana

- 6"x14" Warlord Masai Snare Drum (KGB146)
- 8"x10" Tom Tom
- 9"x12" Tom Tom
- 11"x14" Tom Tom
- 16"x18" Floor Tom

Perkusjonalia
- LP John Dolmayan mini timbales w/ cowbell & mount pack[4]

Osprzęt firmy Tama
- Iron Cobra Power Glide Single Pedal (HP900P)
- Iron Cobra Velo Glide Hi-Hat Stand (HH805)
- 1st Chair Wide-Rider Drum Throne Cloth Top (HT530C)

Pałki perkusyjne
- John Dolmayan (SDOL) A 55A

Talerze firmy Paiste
- 14" RUDE Hi-Hat
- 10" Signature Splash
- 18" Signature Full Crash
- 20" Signature Full Crash
- 24" RUDE Mega Power Ride
- 22" Signature Traditionals Medium Light Swish
- 24" 2002 Crash